# Stefan Pastuszewski
Stefan Marian Pastuszewski (* 19. August 1949 in Bydgoszcz) ist ein polnischer Politiker (ChDSP, AWS) und Schriftsteller. Von 1991 bis 1993 gehörte er dem Sejm in dessen I. Wahlperiode an.

## Leben und Beruf
Nachdem Pastuszewski 1971 sein Ingenieurstudium an der Technischen Universität Bydgoszcz abgeschlossen hatte, schloss er geisteswissenschaftliche Studien an der Nikolaus-Kopernikus-Universität Toruń (bis 1976) und an der Universität Danzig (bis 1983) an. 2013 wurde er mit der Arbeit Polska i Polacy a staroprawosławie w XIX i XX wieku an der Kazimierz-Wielki-Universität Bydgoszcz promoviert. Ab 1972 war er als Journalist in Bydgoszcz tätig. Dabei war er unter anderem Chefredakteur des „Ilustrowanym Kurierze Polskim“. Von 1983 bis 1992 war er als Dozent an der Adam-Mickiewicz-Universität Posen tätig. Er ist Autor zahlreicher Kurzgeschichten und Gedichtbände. 1998 gründete er die literarische Monatszeitschrift Akant, deren Redaktionsleitung er übernahm.

## Politik
Pastuszewski engagierte sich während seines Erststudiums von 1967 bis 1971 im Studentenverband Zrzeszenie Studentów Polskich. Er gehörte von 1974 bis 1980 der Blockpartei Stronnictwo Demokratyczne an. Ab 1980 engagierte er sich in der unabhängigen Gewerkschaft Solidarność und war deren Sprecher in Bydgoszcz. Nach Verhängung des Kriegsrechts wurde er am 14. Dezember 1981 verhaftet. Nach seiner Freilassung war er weiterer illegal für die Solidarność tätig.
Bei der ersten vollständig freien Parlamentswahl 1991 wurde er als einziger Vertreter der Chrześcijańsko-Demokratyczne Stronnictwo Pracy (ChDSP), deren stellvertretender Vorsitzender er war, auf der Liste des Wahlbündnisses Chrześcijańskiej Demokracji in den Sejm gewählt. Bei der Parlamentswahl 1993 kandidierten die Kandidaten der ChDSP auf der Liste des Porozumienie Centrum, das jedoch mit 4,4 % der Stimmen an der neu eingeführten Sperrklausel scheiterte. Bei der Parlamentswahl 1997 kandidierte er auf der Liste des Wahlbündnisses Akcja Wyborcza Solidarność (AWS), an dem sich die ChDSP beteiligt hatte, erreichte aber kein Mandat. Bei der Parlamentswahl 2001 kandidierte er erneut auf der AWS-Liste. Diese scheiterte jedoch nun mit 5,6 % der Stimmen an der für Wahlbündnisse geltenden 8-%-Hürde. Bei der Europawahl 2004 kandidierte er als Vertreter seiner Partei auf der Liste des Wahlbündnisses Ogólnopolska Koalicja Obywatelska, das jedoch nur 0,6 % der Stimmen erhielt. 2005 kandidierte er erfolglos mit seinem eigenen Wahlkomitee für den Senat der Republik Polen. Bei den Parlamentswahlen 2007 und 2011 kandidierte er jeweils erfolglos für die PiS zum Sejm. Im Anschluss an die 2011er Wahl trat er aus der ChDSP, die sich inzwischen Stronnictwo Pracy nannte, aus.
Von 1990 bis 2002 gehörte er für die ChDSP dem Stadtrat von Bydgoszcz an, wobei er von 1994 bis 1998 stellvertretender Bürgermeister war. Bei den Selbstverwaltungswahlen 2002 verpasste er als ChDSP-Mitglied auf der Liste der Prawo i Sprawiedliwość (PiS) zunächst den Wiedereinzug in den Stadtrat, rückte aber 2005 für Kosma Złotowski, der in den Senat der Republik Polen gewählt worden war, nach. Bei den Selbstverwaltungswahlen 2006, 2010 und 2014 wurde er jeweils auf der PiS-Liste wiedergewählt, während er 2018 (auf der Liste der PiS) und 2024 (auf der Liste des von der PiS initiierten Wahlkomitees „Łukasz Schreiber – Bydgoszczer Rechte“) den Einzug in den Stadtrat verpasste.

## Ehrungen
- 2005 Goldenes Verdienstkreuz der Republik Polen[16]
- 2016 Krzyż Wolności i Solidarności[17]
- 2018 Kommandeurskreuz des Ordens Polonia Restituta[18]